# برث أرينا
برث أرينا (بالإنجليزية: Perth Arena)‏ هي حلبة ترفيهية ورياضية في وسط مدينة برث، أستراليا الغربية، وتستخدم في الغالب لمباريات كرة السلة. يقع في شارع ويلينجتون بالقرب من موقع مركز بيرث الترفيهي السابق، وتم افتتاحها رسميًا في 10 نوفمبر 2012.

## وصلات خارجية
- الموقع الرسمي
 (بالإنجليزية)
- برث أرينا (بالإنجليزية)
- AEG Worldwide (بالإنجليزية)